# Котешки сом
Котешките сомове (Ictalurus punctatus), също американски или канални сомове, са вид актиноптери от семейство Котешки сомове (Ictaluridae).
Срещат се в Северна Америка. Те са незастрашен вид.
Таксонът е описан за пръв път от Константен Самюел Рафинеск през 1818 година.